# Garden Ruin
Garden Ruin è il quinto album di studio dei Calexico pubblicato nell'aprile del 2006.

## Tracce
1. Cruel – 4:00
2. Yours And Mine – 2:30
3. Bisbee Blue – 2:48
4. Panic Open String – 4:10
5. Letter To Bowie Knife – 3:06
6. Roka – 3:43
7. Luckey Dime – 2:33
8. Smash – 3:46
9. Deep Down – 4:31
10. Nom De Plume – 3:19
11. All System Red – 6:09